# Ambarvale, New South Wales
Ambarvale este o suburbie în Sydney, Australia.